# Репрезентација Летоније у хокеју на леду
Хокејашка репрезентација Летоније је хокејашки тим Летоније и под контролом је Хокејашког савеза Летоније. Репрезентација се међународно такмичи од 1932. године.
Најбољи пласман репрезентације Летоније на Светском првенству је било 3. место на Светском првенству 2023. године.
На Олимпијским играма учествовали су шест пута. Највећи успех им је било 8. место 2014. године.
Највише наступа имао је Александар Семјоновс, који је одиграо 209 меча за репрезентацију. Најефикаснији играч са укупно 154 поен је Леонид Тамбијевс.

## Историјат
Премијерну утакмицу Летонија је одиграла у Риги против Литваније, 27. фебруара 1932. године и победила је 3:0. Најтежи пораз Летонија је доживела од Канаде 1935. године резултатом 14:0. Највећу победу остварили су против Израела 1993. године када су победили резултатом 32:0.
На Олимпијским играма у Сочију 2014. године, Летонија је под вођством Канађанина Теда Нолана стигла до четвртфинала победивши у баражу селекцију Швајцарске са 3:1. У четвртфиналу, Летонија се састала са селекцијом Канаде. До 54. минута меча, резултат је био 1:1, упркос огромној иницијативи Канађана. Кристерс Гудлевскис је одлично бранио на голу за Летонију, остваривши 55 одбрана током меча. Ипак, у 54. минуту дефанзивац Шеј Вебер је постигао други гол за Канађане, који је постао одлучујући. Канађани су тада постали олимпијски шампиони, не примивши ниједан гол у полуфиналу и финалу.
У јулу 2021. године, Харијс Витолињш је постављен за главног тренера летонске репрезентације, заменивши Боба Хартлија, који је са тимом радио од 2016. године и није постигао неке значајније резултате. Летонија се у августу 2021. веома самоуверено пласирала на Олимпијске игре 2022. победивши у три меча у Риги против Француске, Италије и Мађарске укупним резултатом 17:1. Летонија је на самим Играма изгубила три меча у групној фази од Шведске (2:3), Финске (1:3) и Словачке (2:5). Летонија је у баражу за четвртфинле поражена од Данске у изједначеном мечу (2:3) и на крају турнира заузела 11. место од 12 екипа. На Светском првенству 2022. у Финској, репрезентација Летоније није успела да се пласира у плеј-оф, завршивши на 5. месту у својој групи.
Финска и Летонија биле су домаћини Светског првенства 2023. након што је Русија била лишена турнира због инвазије на Украјину. Репрезентација Летоније одиграла је све мечеве групне фазе у Арени Рига. У првом мечу екипа Харијса Витолињша поражена је од Канаде (0:6), а потом изгубила од Словачке (1:2). Али после тога ствари су кренуле много боље. Летонија је победила Чешку у продужетку 4:3, савладала Казахстан 7:0, а у последњем колу у продужетку 4:3 Швајцарску, која је претходно победила у свим мечевима. Као резултат тога, Летонија је заузела треће место у групи. У четвртфиналу у Риги репрезентација Летоније је сензационално савладала селекцију Шведске са 3:1, млади голман Артур Шилов је одбранио 40 од 41 ударца на гол. Летонија је у полуфиналу у Тампереу водила 2:1 у мечу против Канаде после другог периода, али је у трећој деоници примила три гола (2:4). Летонија је  у мечу за треће место успела да победи селекцију Сједињених Америчких Држава. Дефанзивац Кристијан Рубин изједначио је 5,5 минута пре краја меча, а потом у продужетку постигао и победоносни гол за 4:3. Летонија је први пут у историји освојила медаљу на Светском првенству, што је у земљи са одушевљењем примљено. Артур Шилов је проглашен за најкориснијег играча турнира и најбољег голмана.

## Резултати

### Олимпијске игре
- 1936. – 13. место
- 1953 − 1991. – део репрезентације Совјетског Савеза
- 1994. – Нису се квалификовали
- 1998. – Нису се квалификовали
- 2002. – 9. место
- 2006. – 12. место
- 2010. – 12. место
- 2014. – 8. место
- 2018. – Нису се квалификовали
- 2022. – 11. место
- 2026. – Квалификовали се

### Светско првенство
| - 1933. – 10. место - 1934. – Нису учествовали - 1935. – 13. место - 1937. – Нису учествовали - 1938. – 10. место - 1939. – 10. место - 1953 − 1991. – део репрезентације Совјетског Савеза - 1993. – 19. место (1. место, Група Ц) - 1994. – 14. место (2. место, Група Б) - 1995. – 14. место (2. место, Група Б) - 1996. – 13. место (1. место, Група Б) - 1997. – 7. место - 1998. – 9. место - 1999. – 11. место - 2000. – 8. место - 2001. – 13. место - 2002. – 11. место - 2003. – 9. место - 2004. – 7. место - 2005. – 9. место | - 2006. – 10. место - 2007. – 13. место - 2008. – 11. место - 2009. – 7. место - 2010. – 11. место - 2011. – 13. место - 2012. – 10. место - 2013. – 11. место - 2014. – 11. место - 2015. – 13. место - 2016. – 13. место - 2017. – 10. место - 2018. – 8. место - 2019. – 10. место - 2020. − Отказано због Пандемије ковида 19 - 2021. – 11. место - 2022. – 10. место - 2023. – 3. место - 2024. – 9. место - 2025. – 10. место |